# Isopterygium brownii
Isopterygium brownii är en bladmossart som beskrevs av Jules Cardot 1911. Isopterygium brownii ingår i släktet Isopterygium och familjen Hypnaceae. Inga underarter finns listade i Catalogue of Life.